# Josef Krejci
Josef Krejci (2 de março de 1911 - ) foi um handebolista de campo austríaco, medalhista olímpico.
Fez parte do elenco vice-campeão olímpico de handebol de campo nas Olimpíadas de Berlim de 1936, atuando em duas partidas.